# Torre Ricarda
|  | No s'ha de confondre amb Torre de la Ricarda. |

La torre Ricarda, també coneguda com a Can Sagués (pel nom del masover Joan Sagués), era una masia situada al barri del Clot de Barcelona, actualment desapareguda, tot i que el seu record perdura en el nom del passatge de Ca dels Seguers. Es trobava enmig de l'actual carrer de Mallorca, prop del seu encreuament amb l'avinguda Meridiana, i la finca comprenia aproximadament l'espai entre els carrers de les Navas de Tolosa, Antic de Bofarull, Ter i Clot i el passatge de Pinyol.

## Història i descripció
Es tractava d'una explotació agrícola de regadiu que prenia les aigües del Rec Comtal, en virtut del dret atorgat pel rei Alfons III a Pere Desvilar el 1289. El segle xv pertanyia a la família Pons, una nissaga de donzells de Barcelona, i en el fogatge de 1497 apareixia com a «torre den Sebastia Pons». Els inventaris de les primeres dècades del segle xvii hi identifiquen objectes personals dels propietaris a les cambres del pis superior, però l'ús de la casa i l'explotació de les terres eren en mans de pagesos arrendataris o masovers.
El 1660, i en virtut d'una concòrdia sobre els drets successoris entre ambdues famílies, Jerònima Pons la va cedir al donzell de Barcelona Joan Olmera, que el 1670 la vengué a l'argenter Onofre Vilar. El seu net Onofre Vilar i Llor es va casar amb Emmanuela Ballester i Cruïlles, germana del cerer Rafael Ballester i Cruïlles. El 1758, després de la mort del seu marit, Emmanuela va llogar la finca a Josep Sitjar i Francesc Cortada, pagesos de Sant Andreu del Palomar, per un termini de 5 anys, a raó de 440 lliures anuals.
L'hereva Maria Teresa Vilar i Ballester es va casar amb el cerer Jacint Galí i Carner (†1805), i l'hereu fou Jacint Galí i Vilar (†1825), també cerer, que es va casar amb Josepa Boscà i Dorda (1796-1865), pubilla del mas Boscà de Badalona. A la mort d'aquesta, la masia passà a mans de la seva primogènita Concepció Galí i Boscà, casada amb l'advocat barceloní Francesc Malet i Casas (†1876), que va promoure la urbanització de la finca amb l'obertura dels carrers del Ter, de la Muntanya i de Gabriel y Galán, aprovada el 1867 per l'Ajuntament de Sant Martí de Provençals. Aquesta fou continuada per l'hereu Josep Jacint Malet i Galí (1846-1900), que el 1879 es va oposar a l'obertura dels carrers de València i de Mallorca, prevista en el pla de reforma i alineacions de Sant Martí de Provençals, obra de l'arquitecte municipal Pere Falqués, però la seva petició va ser desestimada.
El 1886, Josep Jacint Malet va establir en emfiteusi a la societat Figueras, Sagrera i Cia un terreny entre aquests dos carrers, on es va construir una gran farinera, que el 1904 era la segona de Sant Martí de Provençals, després de Can Folch. El 1941, va ser adquirida pel farmacèutic Francesc Montplet i Prunés, que tot just havia estat depurat pel règim franquista. Dedicada a la producció de perfums i alcohol, la fàbrica d'Alcohols Montplet es va incendiar l'agost del 1970, i el 1981 es traslladà a la Via Trajana, on encara hi és. En el seu emplaçament hi ha blocs de pisos i els jardins de Joana Tomàs, en memòria de l'activista que reivindicà el trasllat de la indústria.